# Chiesa cattolica negli Emirati Arabi Uniti

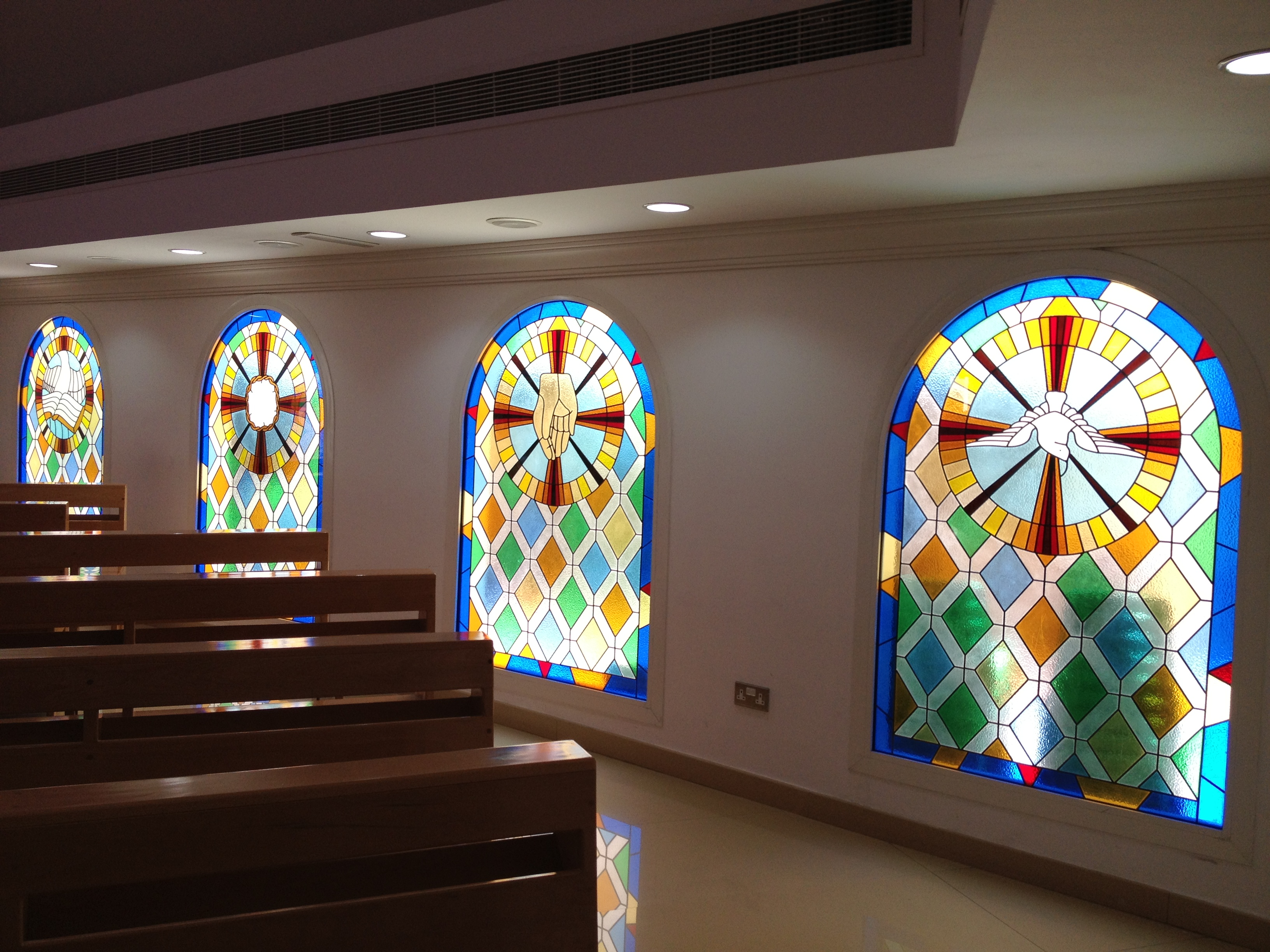
Vetrate della Chiesa della Santa Trinità a Dubai

La Chiesa cattolica negli Emirati Arabi Uniti è parte della Chiesa cattolica universale, sotto la guida spirituale del Papa e della Santa Sede. I cattolici costituiscono una presenza minoritaria in un paese a larga maggioranza islamica.

## Storia e situazione attuale
La prima parrocchia cattolica, dedicata a Santa Maria Assunta, venne eretta nell'emirato di Dubai nel 1966, su un terreno donato da uno sceicco del luogo. Nella periferia di Dubai è stata inaugurata una seconda parrocchia; è intitolata a San Francesco d'Assisi. La chiesa, consacrata nel 2001, è guidata dai frati cappuccini.
Non esistono diocesi cattoliche nella penisola araba. La capitale Abu Dhabi è sede del vicariato apostolico dell'Arabia meridionale; vi si trova la cattedrale di San Giuseppe.
In occasione del viaggio di papa Francesco, la Santa Sede ha indicato che i cattolici presenti complessivamente negli Emirati a fine 2017 ammontavano a circa 901.000.
Le parrocchie, poche, sono molto affollate. La parrocchia di Santa Maria Assunta a Dubai, ad esempio, conta circa 100.000 frequentanti, sono quasi tutti lavoratori che provengono dall'estero.
Negli Emirati esistono nove chiese cattoliche parrocchiali dove si celebra la liturgia in riti e lingue diverse. Nella capitale Dubai, oltre a due chiese, i cattolici gestiscono anche due scuole:
- «Santa Maria». Adiacente all'omonima parrocchia, è frequentata da più di 2.000 studenti. La lingua prevalente è l'inglese.
- «Al Rashid al Saleh»; scuola araba gestita dalle suore caldee Figlie di Maria Immacolata. L'istituto conta 1.500 studenti. Oltre alle normali materie di studio, ai cristiani viene insegnata la Bibbia, ai musulmani il Corano.

### Viaggio apostolico del 2019
Dal 3 al 5 febbraio 2019, si è svolto il viaggio apostolico di Papa Francesco ad Abu Dhabi, in cui ha partecipato a un incontro interreligioso sulla fratellanza tra i popoli. Il giorno della partenza, ha incontrato i cattolici locali e celebrata la Messa allo Stadio Città dello Sport Zayed. È la prima volta che un Pontefice visita la penisola arabica.

## Legislazione in materia di religione
Negli Emirati Arabi Uniti l'islam è la religione ufficiale.
Secondo la legge nazionale, convertirsi a un'altra religione o rinunciare all'islam è considerato apostasia ed è un reato capitale, che può essere punito anche con la pena di morte. Le religioni diverse dall'islam sono solo tollerate. Il culto è ammesso esclusivamente all'interno degli edifici religiosi; è vietata l'attività di proselitismo presso i musulmani.
Nel Paese è punita con la pena capitale anche la diffamazione dell'islam (reato di blasfemia).  Le prescrizioni della sharia, o legge coranica, vengono applicate anche dai tribunali statali.

## Nunziatura apostolica
Dal 31 maggio 2007 Santa Sede ed Emirati Arabi Uniti hanno stabilito relazioni diplomatiche; è stata, così, costituita la nunziatura apostolica, separandola dalla delegazione apostolica nella Penisola Arabica.
Fino al 2020 ricopriva l'incarico di nunzio apostolico il nunzio in Kuwait. Il 4 ottobre 2020, in forza della bolla Omnes homines, papa Francesco ha stabilito la creazione di una nunziatura propria per gli Emirati, che è stata costituita ad Abu Dhabi in una nuova sede diplomatica inaugurata nel 2022; l'anno successivo è stato nominato il primo nunzio residente, che dal 2024 è anche nunzio nello Yemen e delegato apostolico nella Penisola Arabica.

### Nunzi apostolici
- Paul-Mounged El-Hachem † (4 agosto 2007 - 2 dicembre 2009 ritirato)
- Petar Rajič (27 marzo 2010 - 15 giugno 2015 nominato nunzio apostolico in Angola e a São Tomé e Príncipe)
- Francisco Montecillo Padilla (26 aprile 2016 - 17 aprile 2020 nominato nunzio apostolico in Guatemala)
- Christophe Zakhia El-Kassis, dal 3 gennaio 2023